# Simochromis diagramma
Simochromis diagramma ist eine Buntbarschart, die im ostafrikanischen Tanganjikasee und in den Stromschnellen von Kisimba-Kilia in seinem einzigen Abfluss, dem Lukuga vorkommt.

## Merkmale
Simochromis diagramma wird 19,5 cm lang und besitzt einen leicht hochrückigen, seitlich abgeflachten Körper. Die Körperseiten sind stahlblau gefärbt und mit zehn bis 13 dunklen Streifen gemustert; der Rücken ist olivgrün und der Bauch ist hell gelblich. Auf dem Kopf ist eine dunkel Punkt- oder Linienzeichnung zu sehen. Simochromis diagramma ist der eng verwandten Gattung Pseudosimochromis relativ ähnlich. Das Kopfprofil ist gerundet, aber wie bei Pseudosimochromis weniger steil als bei Tropheus. Das Maul ist infolge eines kürzeren Unterkiefers unterständig. Simochromis besitzt in den meisten Fällen nur 19 Flossenstacheln in der Rückenflosse und nur drei in der Afterflosse, während es bei Tropheus 20 oder 22 in der Rückenflosse bzw. fünf oder sechs in der Afterflosse sind. Die Schwanzflosse von Simochromis diagramma ist hell oder transparent, die der Tropheus-Arten hat dagegen die gleiche Farbe wie der Körper oder ist dunkler. Weibchen bleiben etwas kleiner und sind weniger kräftig gefärbt.
- Schuppenformel: SL 36-40 oder 62-74.

## Lebensweise
Wie die Arten der Gattung Tropheus bewohnt Simochromis diagramma die Felsufer des Tanganjikasees und ernährt sich von den darauf wachsenden Algen. Er vermeidet größere Tiefen und wird vor allem in Bereichen oberhalb einer Wassertiefe von zehn Metern beobachtet. Im Unterschied zu Tropheus findet man Simochromis diagramma jedoch auch an Felsen die von Schlamm, Sand oder anderen Sedimenten bedeckt sind. Simochromis diagramma ist ein Maulbrüter, wobei die Weibchen die brutplege durchführen. Jungfische bis zu einer Größe von mehr als 1,5 cm können noch im Maul des Weibchens Zuflucht finden.